# Abdul Karim Mustaghni

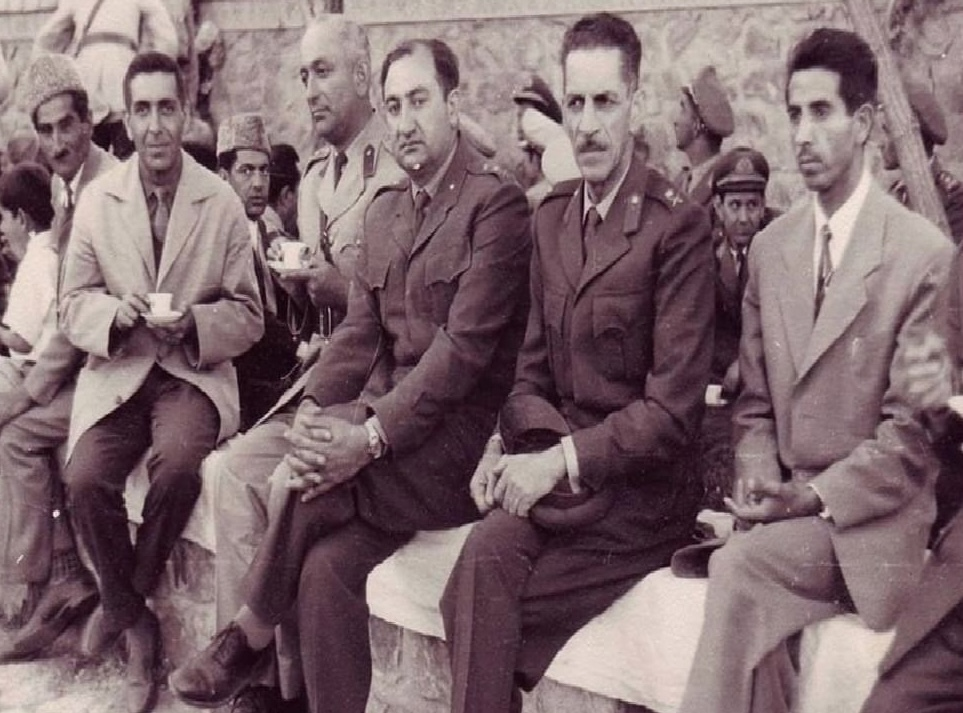
Abdul Karim Mustaghni ist die Person links mit der Teetasse in der Hand.

Abdul Karim Mustaghni (* 11. Juli 1911; † 13. Januar 2004) war ein afghanischer Politiker. Mustaghni war afghanischer Verteidigungsminister von 1973 bis 1977.
Er wirkte zusammen mit Mohammed Daoud Khan am unblutigen Putsch und der Gründung der Republik Afghanistan im Jahr 1973. Der Putsch kam zustande, als sich der Schah von Afghanistan, Mohammed Zahir Schah, in Italien einer Augenoperation und einer Hexenschusstherapie unterzog. Zahir Schah und seine Minister wussten zwar, dass ein Staatsstreich drohte, Mustaghni ließ sie allerdings glauben, dass dieser erst Monate später stattfinden würde. Neben Zahir Schah waren zum Zeitpunkts des Putsches auch weitere bedeutende Minister außer Landes.
Mustaghni war afghanischer Botschafter in Polen und der Deutschen Demokratischen Republik.
Nach der Saurrevolution und der damit verbundenen Ausrufung der Demokratischen Republik Afghanistan beantragte er politisches Asyl in der Bundesrepublik Deutschland und lebte bis zu seinem Tod in Darmstadt. 
Mustghni war der Sohn des Poeten Abdul Ali Mustaghni, der vom afghanischen Präsidenten Hamid Karzai als Begründer der modernen Paschto-Literatur Afghanistans bezeichnet wurde.